# Macroglossum limata
Macroglossum limata är en fjärilsart som beskrevs av Swinhoe 1892. Macroglossum limata ingår i släktet Macroglossum och familjen svärmare. Inga underarter finns listade i Catalogue of Life.